# El anónimo
El anónimo ist ein mexikanischer Film aus dem Jahr 1932. Es handelt sich um den Debütfilm des Filmregisseurs Fernando de Fuentes, der zuvor als Filmeditor und Regieassistent gearbeitet hatte. De Fuentes schrieb auch das Drehbuch für El anónimo, der dem Genre des Melodramas zuzuordnen war. Der Film ist verloren gegangen, weshalb nur wenig Informationen über diesen Film verfügbar sind. De Fuentes drehte den Film für die Compañía Nacional Productora de Películas und war somit der erste, der einen Film für diese Firma realisierte.